# تشاك أرمسترونغ
تشاك أرمسترونغ (بالإنجليزية: Chuck Armstrong)‏ هو ضابط أمريكي، ولد في 1847، وتوفي في 1928.